# Oldřich Vlasák

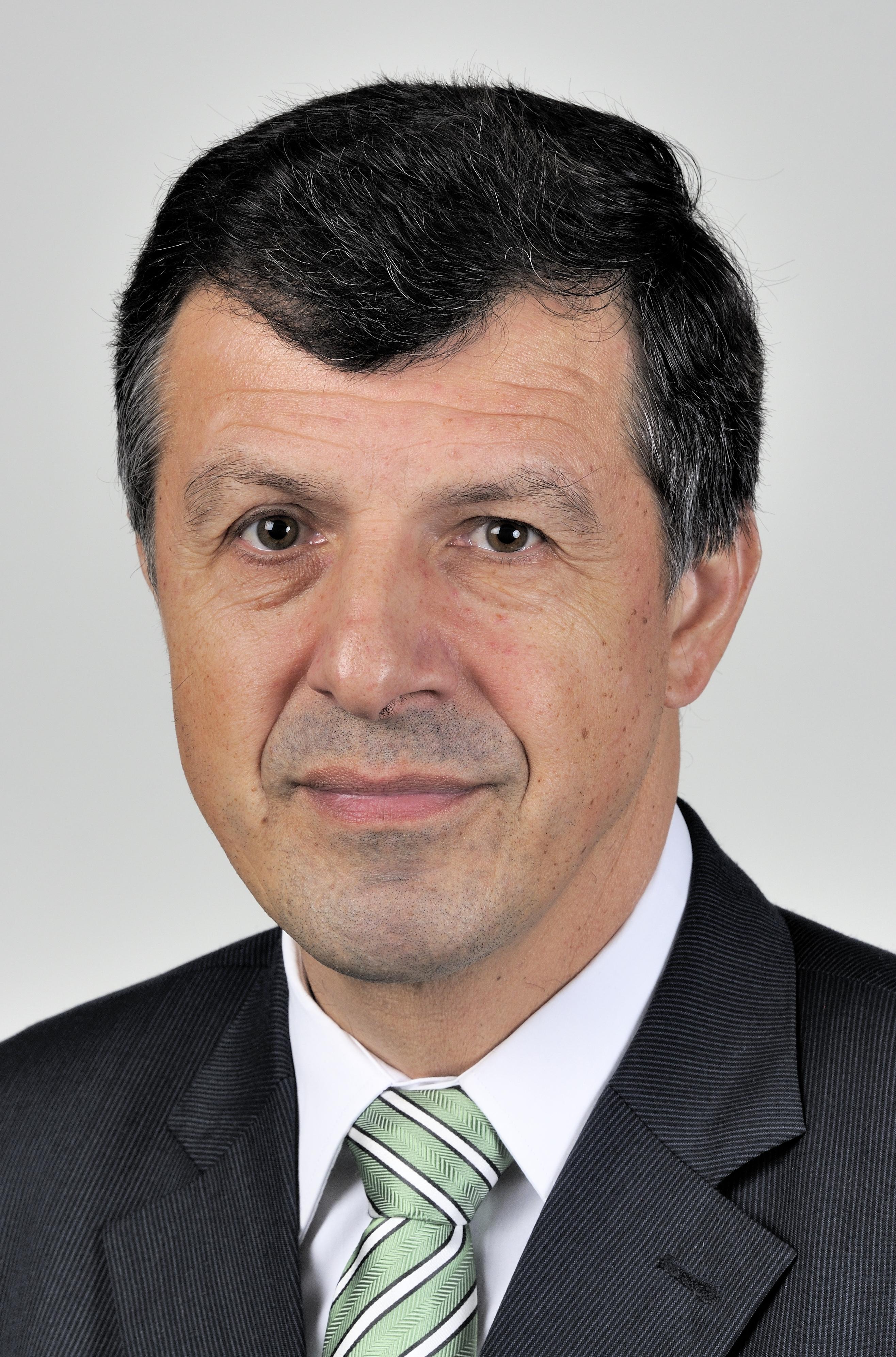
Oldřich Vlasák (2014)

Oldřich Vlasák (* 26. November 1955 in Hradec Králové; † 12. Oktober 2024) war ein tschechischer Politiker (ODS). Er war von 2004 bis 2014 Mitglied des Europäischen Parlaments und  seit dem 18. Januar 2012 dessen Vizepräsident.

## Leben
Vlasák besuchte die Fakultät für Maschinenbau der Tschechischen Technischen Hochschule in Prag und wurde Ingenieur am Institut für Technik und Umwelt. Er arbeitete als wissenschaftlicher Mitarbeiter am Forschungsinstitut für Lebensmittel- und Kühltechnik und bei Kovoprojekt in Prag. Von 1989 bis 1993 war er Direktor von Bohemian Waste Management, danach war er bis 1998 Direktor von East Bohemian Airport. Ferner war er Freiwilliger der Bergwacht.
Vlasák war langjähriges Mitglied des Exekutivrates der ODS. 1994 wurde er erstmals in die Stadtvertretung von Hradec Králové gewählt. Von 1998 bis 2004 war er Oberbürgermeister seiner Heimatstadt. Ferner war er Vorsitzender des Bundes der Städte und Gemeinden der Tschechischen Republik und dort zuständig für die Zusammenarbeit mit dem Ausland. 2004 wurde er erstmals in das Europäische Parlament gewählt.
Vor dem Beitritt Tschechiens in die Europäische Union war Vlasák Vorsitzender für die NUTS-II-Region Nordost und Mitglied des Ausschusses der Regionen. 2000 wurde er geschäftsführender Vorsitzender des Rates der Gemeinden und Regionen Europas. Seit 2006 war er Mitglied des Internationalen Gemeindeverbands, ferner gehört er dem Weltverband Vereinigter Städte und lokaler Gebietskörperschaften an.

## EU-Parlamentarier
Periode 2009 bis 2014
Vlasák war in der Fraktion Europäische Konservative und Reformisten und einer der Vizepräsidenten des Europäischen Parlaments. Er war Mitglied im Präsidium des Europäischen Parlaments, im Ausschuss für regionale Entwicklung und in der Delegation in der Paritätischen Parlamentarischen Versammlung AKP-EU. Als Stellvertreter war er im Ausschuss für Verkehr und Fremdenverkehr, in der Delegation für die Beziehungen zu den Ländern des Mercosur und in der Delegation in der Parlamentarischen Versammlung Europa-Lateinamerika.

## Schriften
- Evropská unie očima studentů (Die Europäische Union mit den Augen von Schülern)
- Evropská unie očima podnikatelů (Die Europäische Union mit den Augen von Unternehmern)
- Evropská unie očima občanů ČR (Die Europäische Union mit den Augen der tschechischen Bürger)
- 15 let ODS ve Východočeském a Královéhradeckém regionu (15 Jahre ODS in der Region Ostböhmen/Hradec Králové)
- Budoucnost kohezní politiky (Die Zukunft der Kohäsionspolitik)
- Evropská parlamentní demokracie (Die Europäische parlamentarische Demokratie; Mitverfasser)
- Naše obce a města v Evropské unii (Unsere Städte und Gemeinden in der Europäischen Union; Mitverfasser)
- Naše města a evropské peníze (Unsere Städte und die EU-Gelder; Mitverfasser)
- III. odboj v Československu (Der dritte Widerstand in der Tschechoslowakei; Sammelband zu einer Ausstellung im Europäischen Parlament)
- 100 let mezinárodního ledního hokeje (100 Jahre internationales Eishockey; Sammelband zu einer Ausstellung im Europäischen Parlament)